# میوانه
میوانه یکی از روستاهای استان ایلام است که در دهستان زرنه بخش زرنه شهرستان ایوان واقع شده‌است.
این روستا شمالی ترین نقطه استان ایلام از لحاظ مختصات جغرافیایی است.
مردم ساکن این روستا از ایل زرگوش میباشند و خاندان شیرخان نوری صاحب این منطقه میباشند